# Pravo u 1345.
◄◄ | ◄ | 1342. | 1343. | 1344. | 1345.  | 1346. | 1347. | 1348. | ► | ►►
Arhitektura • Astronomija • Glazba • Knjige • Književnost • Kršćanstvo • Medicina • Pravo • Promet • Slikarstvo • Znanost
Pravo u 1345.

## Hrvatska i u Hrvata

### Događaji
- Mljetski statut

## Vanjske poveznice
|  | Zajednički poslužitelj ima još gradiva o temi Pravo |